# Kawasen
Kawasen is een bestuurslaag in het regentschap Ciamis van de provincie West-Java, Indonesië. Kawasen telt 5103 inwoners (volkstelling 2010).